# Bayesianisme quàntic

Cada punt de la bola de Bloch és un possible estat quàntic per a un qubit. En QBism, tots els estats quàntics són representacions de probabilitats personals.

En física i en la filosofia de la física, el bayesianisme quàntic és una col·lecció d'enfocaments relacionats amb la interpretació de la mecànica quàntica, dels quals el més destacat és el QBism (pronunciat "cubisme"). QBism és una interpretació que pren les accions i experiències d'un agent com a preocupacions centrals de la teoria. QBism tracta qüestions comunes en la interpretació de la teoria quàntica sobre la naturalesa de la superposició de la funció d'ona, la mesura quàntica i l'entrellat. Segons QBism, molts, però no tots, aspectes del formalisme quàntic són de naturalesa subjectiva. Per exemple, en aquesta interpretació, un estat quàntic no és un element de la realitat, sinó que representa els graus de creença que té un agent sobre els possibles resultats de les mesures. Per aquest motiu, alguns filòsofs de la ciència han considerat el QBisme una forma d'anti-realisme. Els autors de la interpretació no estan d'acord amb aquesta caracterització, proposant, en canvi, que la teoria s'alinea més adequadament amb una mena de realisme que anomenen "realisme participatiu", en què la realitat consisteix en més del que pot ser captat per qualsevol putatiu relat en tercera persona.
Aquesta interpretació es distingeix per l'ús d'un relat bayesià subjectiu de probabilitats per entendre la regla de Born de la mecànica quàntica com a complement normatiu per a una bona presa de decisions. Arrelat en el treball anterior de Carlton Caves, Christopher Fuchs i Rüdiger Schack durant els primers anys de la dècada del 2000, el propi QBism s'associa principalment amb Fuchs i Schack i més recentment ha estat adoptat per David Mermin. QBism es basa en els camps de la informació quàntica i la probabilitat bayesiana i té com a objectiu eliminar els enigmes interpretatius que han assetjat la teoria quàntica. La interpretació QBist deriva històricament de les opinions dels diversos físics que sovint s'agrupen com "la" interpretació de Copenhaguen, però és diferent d'ells. Theodor Hänsch ha caracteritzat el QBism com a afinant aquestes opinions més antigues i fent-les més coherents.
De manera més general, qualsevol treball que utilitzi un tractament bayesià o personalista (també conegut com "subjectiu") de les probabilitats que apareixen en la teoria quàntica també s'anomena de vegades bayesià quàntic. El QBism, en particular, s'ha conegut com "la interpretació bayesiana radical".

## Posicions bàsiques
Segons QBism, la teoria quàntica és una eina que un agent pot utilitzar per ajudar a gestionar les seves expectatives, més com la teoria de la probabilitat que una teoria física convencional. QBism afirma que la teoria quàntica és fonamentalment una guia per a la presa de decisions que ha estat modelada per alguns aspectes de la realitat física. Els principals dels principis del QBism són els següents:
1. Totes les probabilitats, incloses les iguals a zero o un, són valoracions que un agent atribueix als seus graus de creença en els possibles resultats. A mesura que defineixen i actualitzen probabilitats, els estats quàntics (operadors de densitat), els canals (mapes de preservació de traces completament positius) i les mesures (mesures positives valorades per l'operador) també són els judicis personals d'un agent.
2. La regla del Born és normativa, no descriptiva. És una relació a la qual un agent hauria d'esforçar-se per adherir-se en les seves assignacions de probabilitat i d'estat quàntic.
3. Els resultats de la mesura quàntica són experiències personals per a l'agent que hi juga. Diferents agents poden conferir i acordar les conseqüències d'una mesura, però el resultat és l'experiència que té cadascun d'ells individualment.
4. Un aparell de mesura és conceptualment una extensió de l'agent. S'ha de considerar anàleg a un òrgan dels sentits o una extremitat protèsica, alhora una eina i una part de l'individu.